# Médaille Prestwich
La médaille Prestwich est une récompense scientifique dans le domaine de la géologie décernée par la Geological Society of London.
La médaille est nommée d'après Joseph Prestwich (1812-1896).

## Lauréats
- 1903 : John Lubbock
- 1906 : William Whitaker
- 1909 : Lady (John) Evans
- 1915 : Emile Cartailhac
- 1918 : William Boyd Dawkins
- 1939 : Samuel Hazzledine Warren
- 1942 : Alfred Santer Kennard
- 1948 : Henri Breuil
- 1951 : Harry Godwin
- 1954 : Frederick William Shotton
- 1957 : John Kaye Charlesworth
- 1960 : Vivian Fuchs
- 1963 : Kenneth Page Oakley
- 1966 : Dennis Curry
- 1969 : Louis Seymour Bazett Leakey
- 1969 : Mary Douglas Leakey
- 1972 : Richard Foster Flint
- 1976 : Walter William Bishop
- 1979 : Ian Graham Gass
- 1981 : Harold Garnar Reading
- 1984 : Charles Downie
- 1987 : Claud William Wright
- 1990 : William James Kennedy (géologue)
- 1993 : Henry Elderfield
- 1996 : Mary Fowler (géologue)
- 1999 : Claude Jaupart
- 2002 : Adrian William Amsler Rushton
- 2005 : Russell Coope
- 2007 : Frederick Vine
- 2008 : Christopher John Ballentine
- 2009 : Christian Turney
- 2010 : Peter Furneaux Friend
- 2014 : Max Coleman
- 2015 : Alastair Robertson
- 2016 : Henry Emeleus